# Landstuhl
Landstuhl, Sickingenstadt Landstuhl – miasto w Niemczech, w kraju związkowym Nadrenia-Palatynat, w powiecie Kaiserslautern, siedziba gminy związkowej Landstuhl. Do 30 czerwca 2019 siedziba administracyjna gminy związkowej Landstuhl. W 2009 liczyło 8599 mieszkańców.

## Osoby

### urodzone w Landstuhl
- Nadine Keßler, niemiecka piłkarka, reprezentantka kraju

## Transport
W mieście znajduje się stacja kolejowa.

## Współpraca
Miejscowości partnerskie:
- Bad Münster am Stein-Ebernburg, Nadrenia-Palatynat
- Pont-à-Mousson, Francja